# Francisco Vera
Francisco Vera   (Villeta, 18 de juliol de 2009) és un activista climàtic colombià. Va popularitzar el terme ecoesperança. És la persona més jove que assisteix a una Conferència de les Nacions Unides sobre el Canvi Climàtic de 2021, (COP26).

## Biografia
Francisco Vera, va néixer a Villeta una localitat a pocs kilòmetres de Bogota. Des de nen va créixer envoltat d'animals domèstics i de natura. Això va fer que des de molt jove s'iniciés en l'activisme climàtic i mediambiental. Aquest activisme va fer que el 2021 comences a rebre amenaces de mort.
El 18 de desembre de 2019, es va donar a conèixer a l'opinió publica per una intervenció de tres minuts al senat de Colòmbia, on va demanar als parlamentaris que legislessin a favor d'evitar el maltractament animal, la restricció de la fracturació hidràulica (fracking) i els plàstics d'un sol us.
| «                 | Vosaltres com a senadors, i jo com a guardià de per vida, us demanem que preneu consciència del dany que hem causat al medi ambient, si us plau, us demano que sigueu el govern que legisla de per vida. | » |
| — Francisco Vera, | |   |

El setembre del 2021 va participar en l'esdeveniment TEDx organitzat a Grècia. i el novembre, a la Conferència de les Nacions Unides sobre el Canvi Climàtic de 2021 on va tenir una trobada amb Greta Thunberg i amb el llavors president de Colòmbia Iván Duque Márquez, a qui va enviar el següent missatge:
| «                 | Senyor president de Colòmbia, Iván Duque, l'he escoltat atentament a Glasgow i només demano que quan arribeu a Colòmbia, el compromís amb el medi ambient que dieu tenir es reflecteixi en l'aprovació i signatura de l'Acord d'Escazú. | » |
| — Francisco Vera, | |   |

Després de participar al Festival Arona SOS Atlántico, i ja a mitjans de 2022 va ser nomenat assessor de les Nacions Unides per als drets dels infants. I al Premi Internacional de la Pau Infantil. En la inauguració de la Setmana del Clima a Amèrica Llatina i el Carib 2022, va pronunciar un discurs que es va fer viral a les xarxes socials:
| «                 | Reafirmo la necessitat imperativa i urgent d'avançar en la transició energètica i en la independència, diguem que la separació del petroli, avançar cap a les energies renovables és una cosa necessària per a les noves generacions. | » |
| — Francisco Vera, | |   |

A la Conferència de les Nacions Unides sobre el Canvi Climàtic de 2022 es va reunir amb el president de Colòmbia, Gustavo Petro, i la vicepresidenta, Francia Márquez. per tal de defensar els drets dels infants. En aquesta mateixa conferència va conèixer activistes pel clima com Paloma Costa, Nathan Metenier, Archana Soreng, entre d'altres.

## Moviment
Juan Alejandro Gaviria i el mateix Francisco Vera, varen fundar Guardianes por la Vida, un moviment social d'infants d'arreu del planeta que lluiten contra el canvi climàtic. La paraula, ecoesperança és un terme popularitzat per Francisco Vera per descriure l'esperança que es pot sentir davant de la inacció climàtica. La paraula és la unió entre ecologia i esperança. És utilitzat com a antònim a ecoansietat. A la reunió de Francisco amb Gustavo Petro, li va lliurar una carta signada per milers de nens que subscrivien l'ecoesperança.

## Premis
Membre del Comitè dels Drets de l'Infant de les Nacions Unides Seleccionat entre els 100 nois i noies “prodigi” del món en la categoria Social dels Premis Socials del Global Child Prodigy.

## Obra
El 2021, va publicar el seu primer llibre, amb el títol: Pregúntale a Francisco: ¿Qué es el cambio climático? Gran part del llibre parla de l'ecoesperança.